# Rage 128

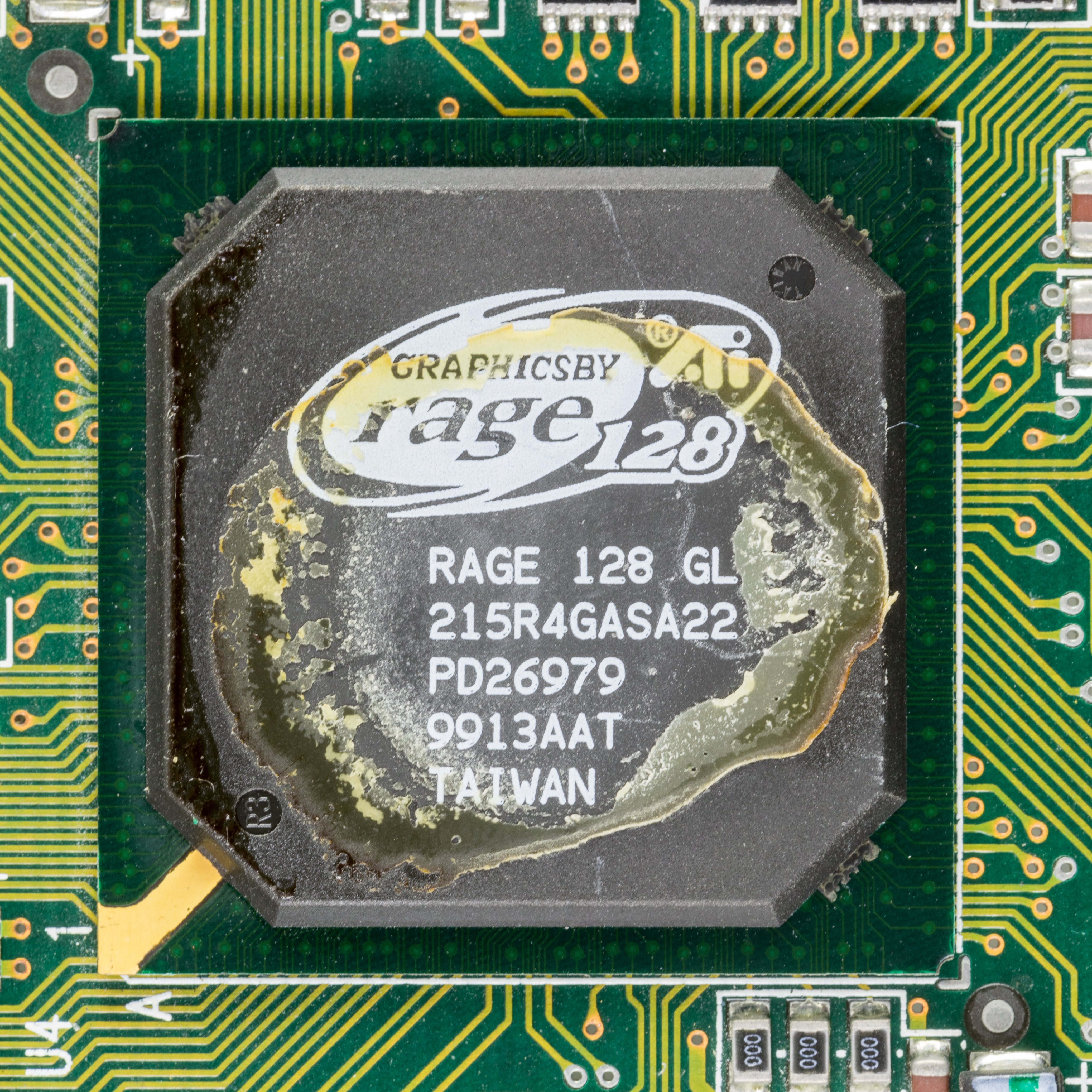
Rage 128 GL

Rage 128 é um acelerador gráfico 3D produzido pela ATI Technologies, última revisão da família ATI Rage, foi lançado pela ATI em duas versões; Rage 128 GL e Rage 128 VR (de virtual reality, realidade virtual), além do preço, a única diferença era o barramento de memória utilizado, 128-bit na versão GL e 64-bit na versão VR.
A Rage 128 é um acelerador gráfico compatível com os recursos Direct3D 6 e trouxe todos os principais recursos de seus antecessores, acrescentando recursos voltados à reprodução de DVDs e suporte a processamento de múltiplas texturas simultâneas por ciclo de processamento. Oferecia um bom desempenho em modo 32-bit de cor comparado aos concorrentes, seu desempenho em 16-bit, no entanto, não era tão competitivo.
Seus principais concorrentes foram os processadores Voodoo 3 da 3dfx, RIVA TNT2 da NVIDIA e Matrox G400 da também canadense Matrox. Foi substituído pela família Radeon, lançada no ano 2000.

## Especificações
- 8 milhões de transístores, processo de fabricação de 0,25 micrômetros.
- Arquitetura interna de 128-bit.
- Suporte em hardware para DVD.
- Recursos de aceleração 3D.
  - Multitexturização em passagem simples (dois canais texel processando 2 pixels por ciclo).
  - Suporte em hardware para processamento de vértices, neblina e tabela de neblina (fog table).
  - Renderização de cores 16-bit ou 32-bit.
  - Alpha blending, neblina baseado em vértice ou eixo-Z, texturas com vídeo, iluminação de texturas.
  - Filtragem bilinear, filtragem trilinear e composição de textura em um ciclo de processamento.
  - Correção de perspectiva, texturização por mipmap com suporte a chroma-key.
  - Reflexão baseada em vértices e eixo-Z, sombras, feixes de luzes.
  - Remoção de superfícies encobertas usando z-buffering 16, 24 ou 32-bit.
  - Modos de renderização de polígonos Gouraud e specular.
  - Anti-aliasing de linhas e cantos, bump mapping, stencil buffer 8-bit.
- Decodificação integrada de DVD/MPEG-2.
- Suporte a memória de até 32 MB (por chip), RAMDAC 250 MHz, AGP 2x com texturização via barramento.

Mais tarde, a ATI lançou um sucessor para a série Rage 128 chamada Rage 128 Pro. Trouxe melhorias no sistema de renderização de geometria com capacidade para 8 milhões de triângulos de por segundo, melhor filtragem de textura, novos modos de compressão de textura, suporte a AGP 4x e DVI, além de poder ser utilizado com o chip Rage Theater para codificação/decodificação de vídeo. Competia com os processadores Voodoo 3 3500, RIVA TNT2 Ultra e Matrox G400 MAX.

## Rage Fury MAXX
Em 1999, a ATI lançou o modelo Rage Fury MAXX, uma placa com dois processadores Rage 128 Pro em uma configuração de "renderização de frames alternados" (em inglês, alternate frame rendering) visando dobrar o desempenho dos modelos anteriores. Cada processador "desenhava" um quadro da seqüência formada na tela.
Projetada para competir com as placas GeForce 256 e Voodoo 5, apesar do bom desempenho, não conseguiu atingir as marcas alcançadas pelas concorrentes, nem a gama de recursos. O golpe final veio com a descoberta de incompatibilidades com os sistemas operacionais baseados na versão 5.x do Windows NT como o Windows 2000 e mais tarde Windows XP e 2003, estes sistemas não eram compatíveis com a implementação de duas GPUs utilizadas pela ATI e funcionavam como uma placa Rage 128 Pro comum (ou seja, o desempenho de uma placa Rage Fury). Isso forçou os usuários a utilizarem as versões 9x do Windows; preferencialmente o Windows 98, devido à implementação inferior da versão 95 e à instabilidade da versão ME.

## Placas

### Rage 128
- Xpert 99 - 8 MB de memória SDRAM, voltada para uso doméstico e aceleração de vídeos MPEG (DVD por exemplo).
- Magnum - Voltado para workstations, vendida apenas para OEMs com 32MB de memória SDRAM.
- Rage Fury - 32 MB de memória SDRAM, voltada para uso com jogos 3D.
- Xpert 2000 - 32 MB de memória.
- All-in-Wonder 128 - 32 MB de memória, sintonizador de televisão.

### Rage 128 Pro
- Xpert 128 - 16 MB de memória.
- Xpert 2000 Pro - 32 MB de memória.
- Rage Fury Pro - 32 MB de memória.
- Rage Fury MAXX - dois processadores Rage 128 Pro em paralelo, com 32 MB de memória para cada um.

A diferença entre alguns modelos Xpert e Rage Fury semelhantes era basicamente o pacote de programas e/ou jogos incluídos.

### Concorrentes
- 3dfx Voodoo3
- Matrox G400
- nVidia RIVA TNT2
- S3 Savage 4